# Бакаєво (Аургазинський район)
Бака́єво (рос. Бакаево, башк. Баҡай) — присілок у складі Аургазинського району Башкортостану, Росія. Входить до складу Султанмуратовської сільської ради.
Населення — 20 осіб (2010; 35 в 2002).
Національний склад:
- татари — 71%